# جفعات آساف
جفعات آساف (بالعبرية: גבעת אסף‏) بؤرة إسرائيلية تقع شرق محافظة رام الله والبيرة بالضفة الغربية. أقيمت عام 2001 جنوب مستوطنة بيت إيل. يستوطن فيها أكثر من 17 عائلة -يغلب عَليهم التشدد الديني- بحِجة مقَتل هيرشكوفيتز. وتتبع إدارياً مجلس ماتي بنيامين الإقليمي.

## التسمية

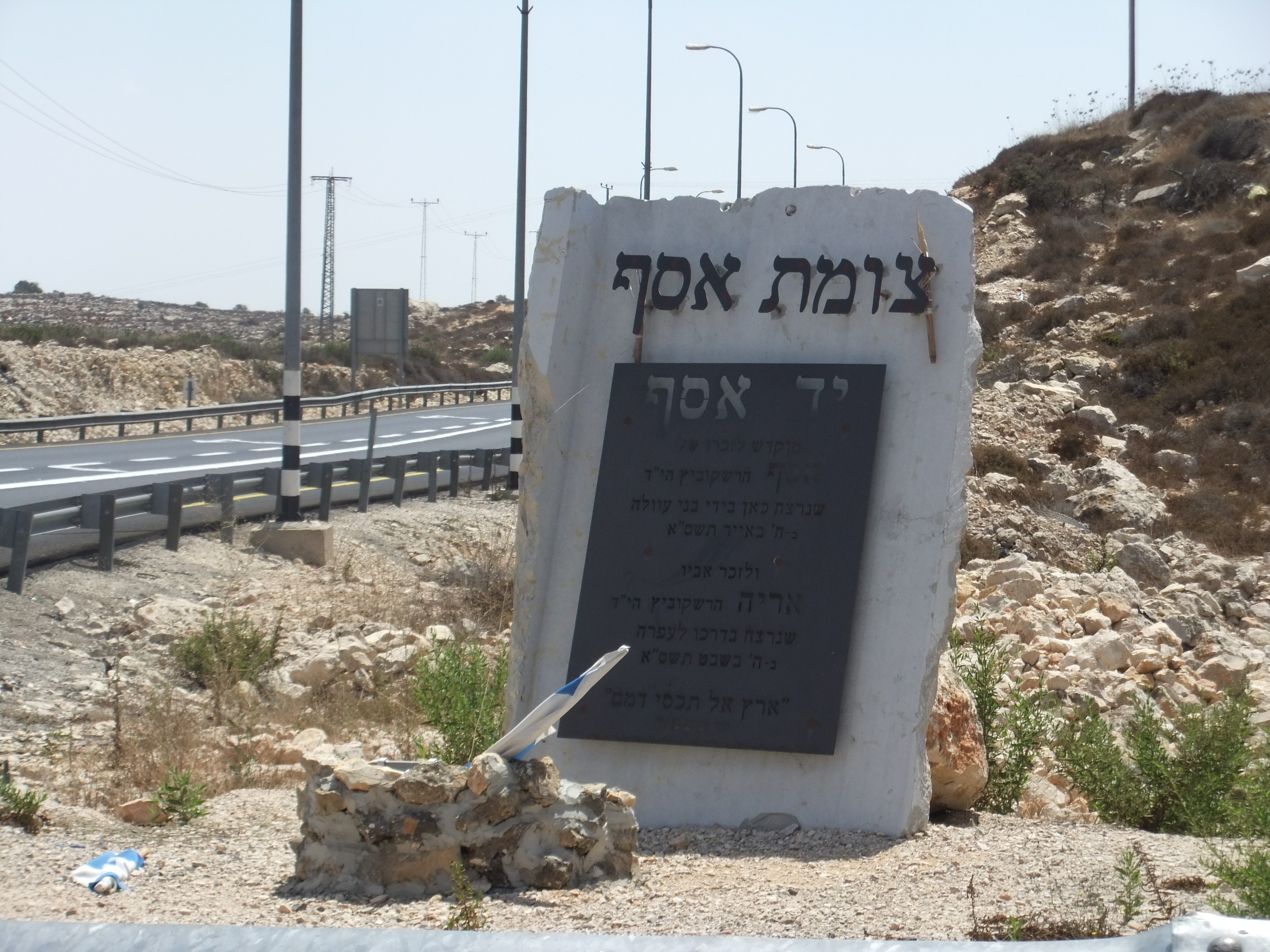
نصب تذكاري للقتيل آساف هيرشكوفيتز

أقيمت البؤرة عام 2001 بعد مقتل «آساف هيرشكوفيتز» وهو مِن سكان مستوطنة عوفرا المقامة إلى الشمال منها في شارع 60 بين القُدس ونَابلس. 

## أحداث
- عام 2011 قررت محكمة العدل العليا الإسرائيلية إخلاء وهدم جفعات آساف البؤرة الاستيطانية غير القانونية قبل نهاية السنة.[2] لاحقاً خلال شهر نوفمبر 2011 تم تأجيل تنفيذ القرار.[3]
- في ديسمبر 2018، حدثت عملية إطلاق النار قرب البؤرة، أسفرت عن مقتل جنديين إسرائيليين وجرح إثنين آخرين.[4]